# Alaksiej Ryas
Alaksiej Ryas (biał. Аляксей Рыас; ur. 14 maja 1987 w Mińsku) – białoruski piłkarz grający na pozycji pomocnika.
W grudniu 2014 przeszedł do BATE Borysów.
W reprezentacji Białorusi zadebiutował 31 sierpnia 2016 w wygranym 1−0 meczu z reprezentacją Norwegii.

## Kariera klubowa
| Sezon | Klub                | Kraj     | Rozgrywki        | Mecze | Bramki |
| ----- | ------------------- | -------- | ---------------- | ----- | ------ |
| 2006  | Szachcior Soligorsk | Białoruś | Wyszejszaja liha | 1     | 0      |
| 2007  | Szachcior Soligorsk | Białoruś | Wyszejszaja liha | 20    | 1      |
| 2008  | Szachcior Soligorsk | Białoruś | Wyszejszaja liha | 19    | 2      |
| 2009  | Szachcior Soligorsk | Białoruś | Wyszejszaja liha | 14    | 1      |
| 2010  | Szachcior Soligorsk | Białoruś | Wyszejszaja liha | 26    | 4      |
| 2011  | Szachcior Soligorsk | Białoruś | Wyszejszaja liha | 22    | 2      |
| 2012  | Szachcior Soligorsk | Białoruś | Wyszejszaja liha | 27    | 7      |
| 2013  | Szachcior Soligorsk | Białoruś | Wyszejszaja liha | 30    | 8      |
| 2014  | Szachcior Soligorsk | Białoruś | Wyszejszaja liha | 30    | 6      |
| 2015  | BATE Borysów        | Białoruś | Wyszejszaja liha | 20    | 5      |
| 2016  | BATE Borysów        | Białoruś | Wyszejszaja liha | 24    | 2      |